# 克勞利廣播分析
克勞利廣播分析（英語：Crowley Broadcast Analysis）自1992年以来在巴西监测广播电台数据的一个官方研究机构。该公司向中央征收分配事务局（ECAD）和巴西唱片業協會提供数据，并且是该国唱片工业的标准。2009年8月，它还基于在十个城市的250个电台进行的网格调查，为公告牌巴西提供排行榜。